# Jason van Dalen
Jason van Dalen ('s-Gravenzande, 2 de julio de 1994) es un ciclista neerlandés.

## Palmarés
2016 (como amateur)
- 1 etapa de la Vuelta a Zamora[1]

2017
- 1 etapa de la Vuelta a Bohemia Meridional

2018
- 1 etapa del Rás Tailteann
- 1 etapa del Tour de Sibiu[2]

## Equipos
- Delta Cycling Rotterdam (2017-2018)
- Metec[3] (2019-2021)
  - Metec-TKH Continental p/b Mantel (2019-2020)
  - Metec-Solarwatt p/b Mantel (2021)